# 酒井祐之助
酒井祐之助（さかい ゆうのすけ、1874年 - 1935年）は、日本の建築家・発明家・実業家である。酒井コンクリート工業社長。

## 経歴
明治7年（1874年）1月15日、長野県上伊那郡箕輪村で誕生。同郷の人物が東京に出て技師となったことに感銘を受け、明治27年（1894年）に上京。東京に出るにあたり、親の援助を受けることができなかったために苦学する。明治30年（1897年）に工手学校を卒業したのち、日本銀行建築部に就職。辰野金吾・葛西萬司の指導教育を受ける。明治34年（1901年）に渡米。ニューヨークの「ロードアンドヒウレッド」建築事務所に入所し、クーパー・ユニオンを経て、コーネル大学およびペンシルベニア大学に通う。明治39年（1906年）にペンシルベニア大学において建築学士を取得。その後フランスで「ヂュケン」氏に師事したのち、明治41年（1908年）に帰国。酒井建築事務所を開設した。横浜米国海軍病院のほか、明治44年（1911年）には、日本ではじめての全鉄筋コンクリート造オフィスビルである三井物産横浜ビルを、遠藤於菟とともに設計・建築した。
酒井は大正3年（1914年）に「酒井式ブロック構造」、すなわち中空のブロックを2列に並べ、中空に鉄筋を通し、コンクリートを充填することで鉄筋コンクリート造を廉価に再現する工法を特許出願、翌年に特許を取得する。大正5年（1916年）にはこの工法でつくられた建造物である東京慈恵会医院医学専門学校記念館が竣工する。酒井は鉄筋ブロック造建築を普及させるため大正5年（1916年）にワイエス商会を設立、翌年これを継承発展させる形で東洋コンクリート工業を興す。大正11年（1922年）に東洋コンクリート代表取締役を辞し、酒井コンクリート工業を創設する。1935年（昭和10年）没。